# Cross Industry Standard Process for Data Mining
Cross Industry Standard Process for Data Mining (CRISP-DM) – metodyka i schemat ilustrujący ogólny proces eksploracji danych.

## Fazy

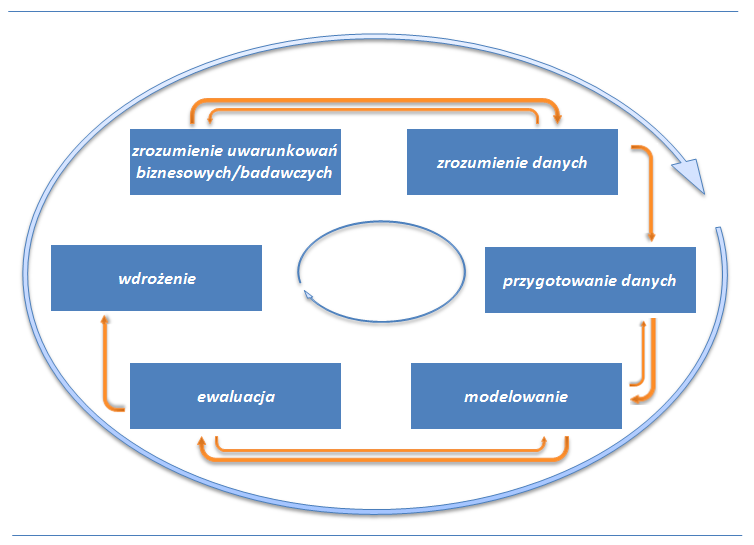
CRISP-DM

Zgodnie ze standardem proces eksploracji danych podzielony jest na 6 faz:
1. Zrozumienie uwarunkowań biznesowych
Jest to pierwszy i zarazem kluczowy etap tej metodyki. Najważniejsze jest tutaj jasne sformułowanie celów i wymagań projektu.
2. Zrozumienie danych
Etap ten składa się z dwóch podetapów:
- zebranie danych,
- ocena przydatności danych.

3. Przygotowanie danych
Na przygotowanie danych składają się kolejno:
- wykonanie przekształceń,
- czyszczenie danych,
- usunięcie wartości skrajnych.

4. Modelowanie
Kluczowe w tej fazie są:
- wybór i zastosowanie odpowiedniej techniki modelującej,
- skalowanie parametrów modelu.

5. Ewaluacja
W ramach ewaluacji wykonywana jest:
- ocena modeli pod względem jakości i efektywności,
- ustalenie czy model spełnia wszystkie wymagania.

6. Wdrożenie
Ostatni etap, którego celem jest wykorzystanie stworzonego modelu.